# 태풍 올리브 (1971년)
태풍 올리브(OLIVE)는 1971년에 북서태평양에서 발생한 제19호 태풍이다. 이 태풍으로 인한 일본 내 사망·실종자는 69명으로 집계되었고, 대한민국에서도 27명에 이르렀다.

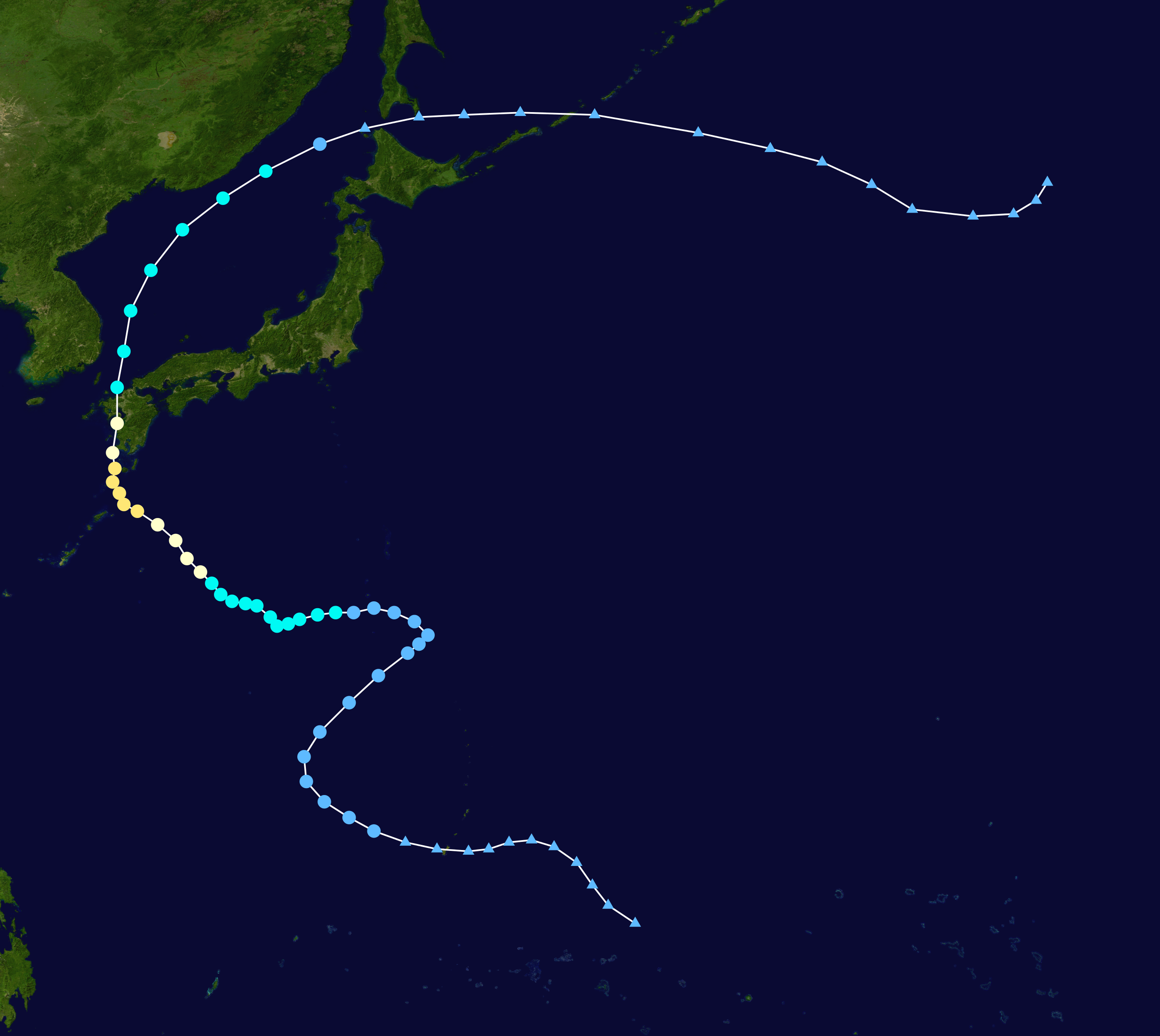
태풍 올리브의 경로

## 주요 관측값

### 최저해면기압
- 울릉도 976.2hPa
- 부산 979.7hPa
- 울산 981.6hPa
- 통영 982.1hPa
- 포항 983.3hPa[1]

### 최대풍속
- 포항 19.3m/s
- 울릉도 17.7m/s
- 여수 17.5m/s
- 목포 16.8m/s[1][1]

### 최대순간풍속
- 울릉도 32.0m/s
- 부산 27.8m/s
- 여수 27.8m/s
- 울산 26.4m/s[1]

### 일최다강수량
- 삼척 390.8mm
- 강릉 289.1mm
- 울진 248.0mm
- 속초 176.0mm
- 포항 115.7mm
- 울산 115.0mm[1]

### 총 강수량 (8월 4~6일)
- 삼척 444.0mm
- 강릉 361.6mm
- 속초 309.4mm
- 울진 272.5mm
- 포항 136.2mm
- 울산 130.4mm[1]

| 순위 | 태풍 번호 | 태풍 이름 | 일 최대강수량 | 관측 연월일 | 관측 장소 |
| ---- | --------- | --------- | ------------- | ----------- | --------- |
| 1위  | 0215      | 루사      | 870.5mm       | 2002/8/31   | 강릉      |
| 2위  | 1918      | 미탁      | 556.9mm       | 2019/10/3   | 울진      |
| 3위  | 8118      | 아그네스  | 547.4mm       | 1981/9/2    | 장흥      |
| 4위  | 9809      | 예니      | 516.4mm       | 1998/9/30   | 포항      |
| 5위  | 9112      | 글래디스  | 439.0mm       | 1991/8/23   | 부산      |
| 6위  | 0711      | 나리      | 420.0mm       | 2007/9/16   | 제주      |
| 7위  | 0314      | 매미      | 410.0mm       | 2003/9/12   | 남해      |
| 8위  | 7214      | 베티      | 407.5mm       | 1972/8/20   | 해남      |
| 9위  | 7119      | 올리브    | 390.8mm       | 1971/8/5    | 삼척      |
| 10위 | 9907      | 올가      | 377.5mm       | 1999/8/1    | 동두천    |